# 刘鹗
劉鶚（1857年10月18日—1909年8月23日），字鐵雲，又字公約，筆名鴻都百鍊生、洪都百鍊生，原名孟鵬，字雲摶，清朝作家。

## 生平
刘鹗祖籍江苏省镇江府丹徒县，1857年10月18日出生于江苏省六合县，幼年随父亲移居淮安府城（今淮安市楚州区）地藏寺巷。刘鹗青年时期不愿走科举入仕道路，而是广泛研习水利、算学、医学、金石、天文、音律、训诂各种学问，從他的作品《老殘遊記》開首對黃河結冰的描述，可以看得出當年他對水利及河道工程有過一番深入研究。1880年去扬州师从太谷学派李广昕。他對西方的學問也不會抗拒，並鼓勵“洋為中用”。他亦曾兴办实业，但對外商多所遷就，“世俗交謫，目為漢奸”。
1884年，刘鹗在淮安府城南市桥开烟草店，因不善经营而歇业，后曾去扬州行医。又赴南京参加乡试，未终场即回。又与人在上海合开石昌书局，也以失败告终。1887年，刘鹗赴河南投东河总督吴大澂，任河图局提调官。刘鹗历时3年，完成《豫直鲁三省黄河图》五册。此后曾赴山西开采煤矿，并陆续兴办过一些实业。
因為他在作品《老殘遊記》內利用角色“剛弼”對當時的酷吏剛毅影射，被剛毅設計陷害，光緒二十六年（1900年），八國聯軍攻入北京，刘鹗從俄軍處賤價購買太倉糧轉賣給居民，賑北京饑困，被劾私售倉粟。1908年，刘鹗在南京对岸的浦口购地准备开商埠，因不肯讓售地皮予陳瀏，陳瀏便寫信到北京給舊日的同僚，誣劉鶚替外人購地，唆使同僚提出彈劾。時袁世凱已入軍機處，和劉鶚素有私怨 (袁世凱在山東當幕僚時，懷疑劉鹗說自己壞話，事實上並沒有)，以私購太倉粟和在浦口為外國人買地的罪名，密電兩江總督端方將劉鶚緝捕，发配新疆迪化（今乌鲁木齐），次年因腦溢血病死，死后归葬于江苏淮安。

## 著作
刘鹗著名的文学作品为《老殘遊記》，是晚清四大谴责小说之一，最初發表在《繡像小說半月刊》，连载到第13回时因故而止，後重刊於《天津日日新聞》，共二十回，這部小說對當時不少時弊都有很深刻描述，但有專家認為後半部有偽作成份。其描写技术受到胡适盛赞。
刘鹗向故國子監祭酒王懿榮的後人購買了大量殷商甲骨，作《鐵雲藏龜》一書 ，是第一部甲骨文集录，奠定了后来甲骨文研究基础。
刘鹗在数学、水利方面亦有著作传世，如《勾股天元草》、《孤三角術》、《歷代黃河變遷圖考》、《治河七說》、《治河續說》、《人命安和集》、《鐵雲泥封》等。

## 故居
- 刘鹗故居，淮安市淮安区，淮安市文物保护单位。